# Luis Arce
Luis Alberto Arce Catacora ([ˈlwis alˈβɛɾto ˈaɾse kataˈkoɾa]), parfois surnommé Lucho Arce, né le 28 septembre 1963 à La Paz, est un économiste et homme d'État bolivien. Il est président de l'État plurinational de Bolivie depuis 2020.
Ministre de l'Économie et des Finances publiques entre 2006 et 2017 puis en 2019, au sein des gouvernements d'Evo Morales, il lui est souvent attribué la transformation économique du pays, l'augmentation du PIB, la nationalisation des industries des hydrocarbures et la réduction de la pauvreté.
Désigné candidat du Mouvement vers le socialisme (MAS) par Evo Morales lors des élections générales de 2020, il remporte le scrutin avec 55,1 % des voix au premier tour.
Alors que des tensions avec Evo Morales apparaissent, il est exclu de son parti en 2023.

## Situation personnelle
Luis Arce Catacora naît le 28 septembre 1963 dans la ville de La Paz. Issu d'une famille d'origine mestizo, de la classe moyenne, il est le fils de Carlos Arce Gonzales et Olga Catacora, tous deux enseignants.
Il est diplômé en économie de l'université supérieure San Andrés (UMSA) de La Paz. Entre 1996 et 1997, il fréquente l'université de Warwick à Coventry au Royaume-Uni d'où il sort avec une maîtrise en science économique. Il travaille à la Banque centrale bolivienne de 1987 à 2005,.
Marié, il est père de trois enfants.

## Ascension politique

### Ministre de l'Économie

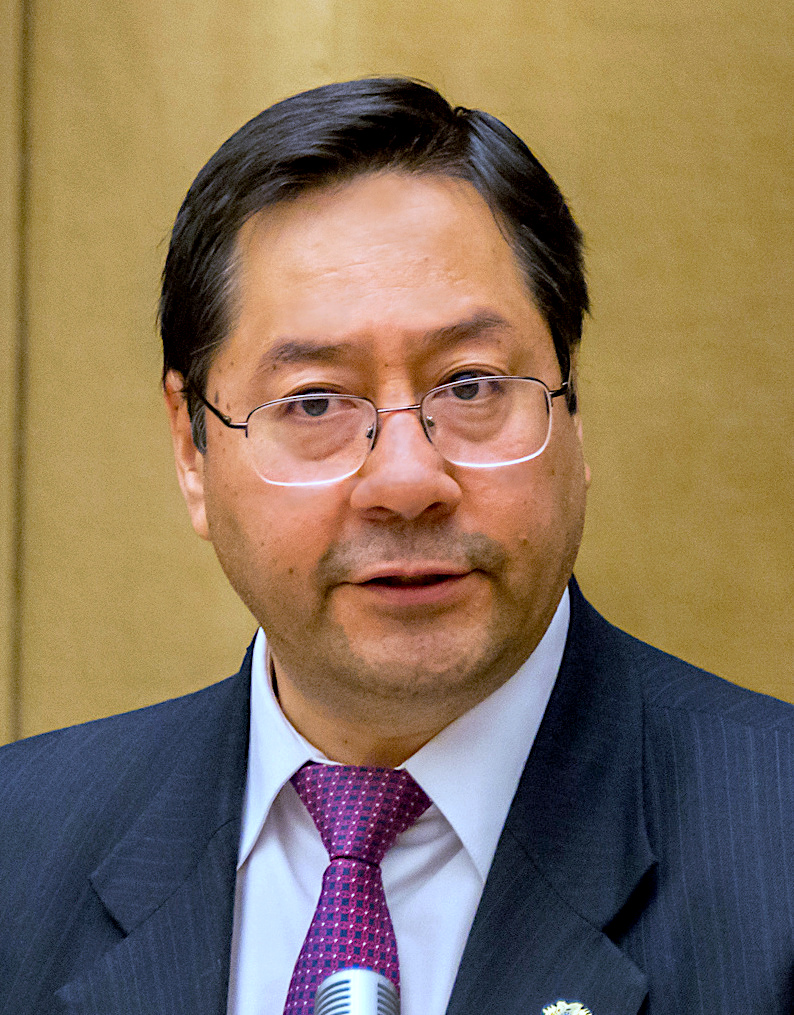
Luis Arce en 2015.

Il est ministre de l'Économie et des Finances publiques sous la présidence d'Evo Morales entre janvier 2006 et juin 2017 et de nouveau de janvier à novembre 2019. À ce titre, il est parfois qualifié de « père du miracle économique » bolivien en raison de la nationalisation du secteur des hydrocarbures en 2006, qui a permis de multiplier le produit intérieur brut (PIB) par quatre, et de réduire le taux de pauvreté de 60 % à 37 % en un peu plus de dix ans,. L'« extrême pauvreté » diminue également de 38 % à 15 % sur la même période, soit de 2005 à 2018. Arce orchestre également la nationalisation de plusieurs entreprises des domaines minier et des télécommunications.
En juin 2017, il doit quitter ses fonctions et se rendre au Brésil afin d'y subir une intervention chirurgicale pour un grave cancer du rein. Après sa convalescence, il réintègre son poste en janvier 2019.

### Élection présidentielle de 2020
De décembre 2019 à janvier 2020, il est en exil au Mexique. Le 19 janvier 2020, il est désigné par son parti, le Mouvement vers le socialisme (MAS), comme candidat à l'élection présidentielle fixée au 18 octobre 2020, avec David Choquehuanca comme colistier. Ce dernier, issu d'une communauté indigène, a d'abord été annoncé comme précandidat, alors que le jeune syndicaliste Andrónico Rodríguez avait les faveurs de l'ancien président Morales. Le 10 février, le Tribunal suprême électoral donne deux jours à Arce pour compléter son dossier de candidature, sous peine d'être empêché de participer au scrutin. Le MAS propose la présidente du Sénat, Eva Copa, pour le remplacer dans ce cas de figure. Le 20 février, sa candidature est validée.
Le 28 juillet, à l'appel d'Arce, des milliers de sympathisants du MAS manifestent pour s'opposer à un nouveau report du scrutin prévu par le gouvernement, qu'ils estiment lié à la possibilité pour leur candidat de le remporter. Le 14 août, le Tribunal suprême électoral adopte une résolution empêchant tout nouveau report.
Le pouvoir bolivien annonce, le 30 juin, entreprendre des poursuites judiciaires contre Luis Arce pour des « dommages financiers » qu'il aurait causés à l’État lorsqu’il était ministre de l’Économie et des Finances publiques. Une autre enquête est ouverte contre lui début octobre concernant sa participation à la « fraude électorale » de 2019, puis une troisième le 9 octobre, à neuf jours du scrutin, pour « enrichissement illicite ».
L’alliance politique Creemos, de son adversaire d’extrême droite Luis Fernando Camacho, dépose en juillet une demande formelle d’interdiction du MAS devant les autorités électorales. La sénatrice conservatrice Carmen Eva González présente également un recours demandant l'interdiction du MAS, l'accusant d'avoir commenté des sondages hors des périodes autorisées.

## Président de l'État

### Transition et investiture
D'après un premier sondage à la sortie des urnes, commandé par la chaîne privée Unitel, Arce est donné vainqueur au premier tour de l'élection présidentielle, avec une première estimation à 52,4 % des suffrages, devançant Carlos Mesa, son principal concurrent, de plus de 20 points (31,5 % des suffrages selon les premières estimations). Il est félicité dans la foulée par la présidente sortante, Jeanine Áñez. Le décompte final lui donne 55,10 % des suffrages, contre 28,83 % pour le second Carlos Mesa. Il hérite alors d’une situation économique extrêmement mauvaise après une année d’administration du gouvernement intérimaire de Jeanine Añez, et en particulier sa gestion de la pandémie de Covid-19.

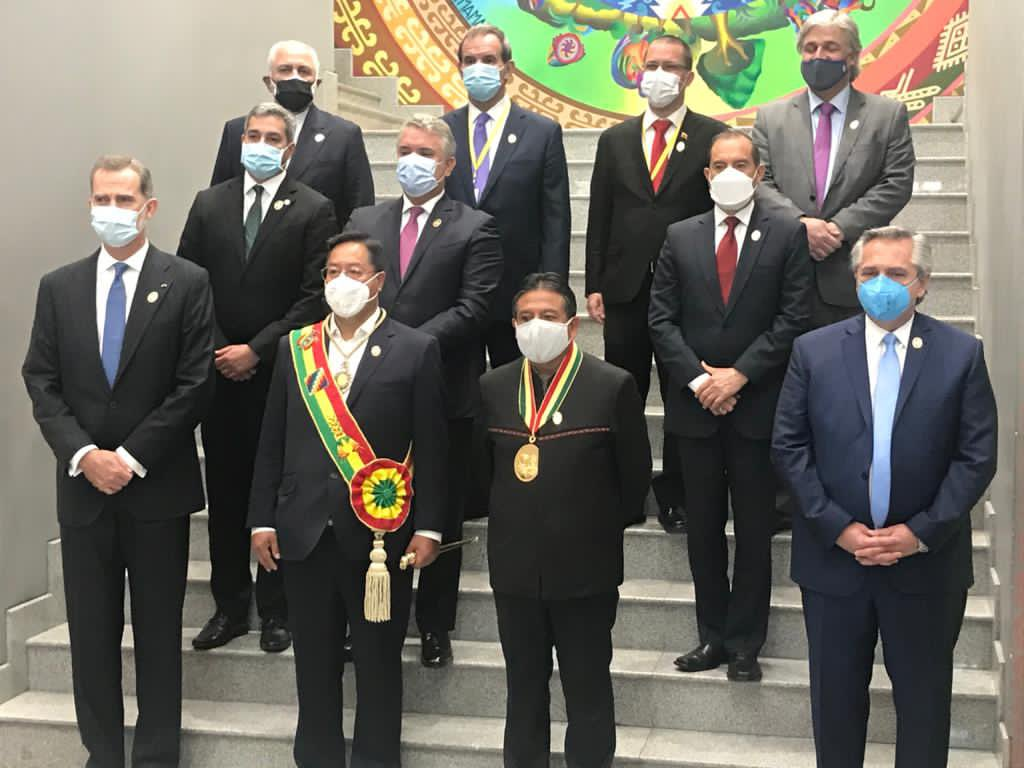
Luis Arce et son vice-président David Choquehuanca, le jour de leur investiture.

Le 5 novembre 2020, des manifestations et des blocages de route ont lieu dans tout le pays à l'appel d'un groupe d'extrême droite, le Comité civique pro-Santa Cruz, qui conteste les résultats des élections générales gagnées par la gauche. Orlando Gutiérrez, le leader de la Fédération unitaire des travailleurs des mines de Bolivie, pressenti pour devenir ministre, est tué par des manifestants. Le quartier général de campagne d'Arce à La Paz est visé par un attentat à la dynamite alors qu'il y rencontrait le chef du MAS, Sebastián Michel. La tentative d'assassinat ne fait toutefois pas de blessés,. Le ministre de la Défense du gouvernement Áñez, Luis Fernando López, et des officiers boliviens ont envisagé un coup d’État afin d’empêcher l'investiture de Luis Arce et faire annuler les élections, cherchant notamment à recruter des mercenaires américains, selon des enregistrements divulgués en 2021 par le site d'investigation The Intercept.
Le 8 novembre 2020, Luis Arce prête serment devant l'Assemblée législative plurinationale et entre en fonction,.

### Exercice du pouvoir

#### Premières mesures
Sa première mesure est de mettre en place un « bon contre la faim » pour tous les Boliviens âgés de plus de 18 ans qui ne reçoivent plus de revenus. Cette mesure est financée par l'introduction d'un impôt sur les grandes fortunes.
Le gouvernement rétablit les relations diplomatiques avec le Venezuela et Cuba et réintègre l’Alliance bolivarienne pour les Amériques (ALBA), l’Union des nations sud-américaines (Unasur) et la Communauté des États latino-américains et Caraïbes (Celac). Il rétablit par ailleurs le ministère de la Culture et abroge le décret promulgué par la présidente par intérim autorisant de nouveaux OGM.
Ses interventions à l'approche des élections régionales et municipales de 2021 font face aux critiques de l’opposition, qui les considère comme du « chantage » : dans quatre départements, lors d'inaugurations d'infrastructures publiques ou de livraisons de vaccins contre la Covid-19, le président incite en effet les électeurs à choisir des autorités départementales et municipales avec lesquelles le gouvernement central pourra se coordonner et travailler,. Intervenant moins de cinq mois après l’élection présidentielle, ces scrutins locaux sont marqués par un recul du MAS au pouvoir, qui est défait par l’opposition de la droite et du centre dans les principales villes du pays : La Paz, El Alto, Santa Cruz de la Sierra ou encore Cochabamba, le fief d'Evo Morales. Néanmoins, encore largement majoritaire dans les campagnes, le MAS remporte 240 municipalités sur 336.
Le Sénat et la Chambre des députés approuvent le 30 octobre 2020 un rapport demandant des poursuites contre Jeanine Áñez et onze de ses ministres pour leur responsabilité dans les massacres qui avaient suivi la chute d'Evo Morales un an auparavant. Le 12 mars 2021, l’ancienne présidente Jeanine Áñez, plusieurs membres de son gouvernement ainsi que des dirigeants des forces de l'ordre sont arrêtés pour « sédition » et « terrorisme » lors du changement de gouvernement de 2019,. Dans les jours qui suivent, ces arrestations fracturent à nouveau la société bolivienne et conduisent des dizaines de milliers de personnes à manifester,. Sans toutefois fournir de preuves, l’opposition accuse le nouveau pouvoir de persécution politique et de s'immiscer dans le processus judiciaire,. L’ONG Amnesty International exprime alors ses doutes sur l’indépendance de la justice en Bolivie, indiquant que « la détention de Jeanine Añez et d’autres ex-fonctionnaires semble suivre un modèle habituel : un usage partial de la justice ».
Le gouvernement Arce crée en 2022 un fonds pour indemniser les victimes des dictatures qui ont ensanglanté le pays de 1964 à 1982.

#### Protestations contre le gouvernement
En dépit d'une confortable victoire électorale en octobre 2020 le gouvernement de Luis Arce se révèle fragile. Il bénéficie d'un large soutien dans les secteurs subalternes de la population, comme les paysans ou les mineurs, mais est contesté par la plus grande partie de la classe moyenne urbaine ainsi que par la quasi-totalité des catégories supérieures. L'opposition comprend ainsi la plupart des pouvoirs de facto du pays : l'élite économique, les églises, les universités, les associations professionnelles et les grands médias,.
En octobre 2021, l'opposition convoque de grandes manifestations pour s'opposer au projet de loi visant à lutter contre le financement des activités illégales et le blanchiment d'argent. Celui-ci inquiète le secteur des travailleurs informels, qui emploie plus de la moitié de la population active, qui  craignent que la loi soit le prétexte à un contrôle accru de leurs activités économiques, tandis que les médias évoquent le risque de basculement du gouvernement dans la dictature. À partir du 8 novembre, l'opposition décrète un blocage illimité des principaux axes de transport afin de déstabiliser l'économie. La grève s'enracine en particulier dans le département de Santa Cruz, où le Comité civique pro-Santa Cruz, qui regroupe les élites économiques locales, organise le blocage de la capitale départementale. Dans le département de Potosí, les blocages organisés par le Comité civique de Potosi, organisation similaire au Comité civique de Santa Cruz, finissent en affrontements avec des sympathisants du MAS et provoquent la mort de l'un d'entre eux. Face à une situation qui se détériore, le gouvernement renonce à son projet de loi.
En octobre et novembre 2022, le Comité civique pro-Santa Cruz et le gouverneur Luis Fernando Camacho organisent à nouveau des grèves et manifestations dans le département pour exiger du gouvernement qu'il anticipe d'un an le recensement de la population, dont l'enjeu est la répartition des sièges au Parlement. La forte croissance démographique du département devrait lui permettre de gagner plusieurs sièges, le dernier recensement remontant à 2012. Le mouvement s'étend à d'autres revendications comme l'autonomie régionale, réclamée par le chef du comité, Romulo Castro. Le département avait déjà connu des troubles sécessionnistes en 2008 qui avaient généré des dizaines de morts.
Le blocage provoque des pertes économiques estimées à 1 milliard de dollars et les affrontements entre grévistes et non-grévistes font au moins quatre morts et plus de 170 blessés. L'ONU a condamné les violences « inacceptables », des actes de racisme envers des femmes autochtones ayoreo qui tentaient de lever un piquet de grève dans l'est du pays, un cas de viol collectif, et les attaques contre des organisations sociales paysannes et ouvrières favorables au gouvernement.

#### Politique économique
Le taux d'inflation de la Bolivie est en 2022 le plus bas du continent américain, contribuant à la forte popularité de Luis Arce.
La production de gaz naturel, la principale ressource à l'exportation de la Bolivie, diminue en raison des investissements insuffisants et de l'épuisement des gisements. Dans le même temps, le gouvernement accélère les efforts d’industrialisation dans le but de réduire les importations et de diversifier l'économie, et place le lithium au centre de cette stratégie. À cet objectif économique s'ajoute une volonté « décoloniale », celle de faire profiter l'exploitation de cette ressource aux Boliviens et non à des multinationales.

#### Rupture avec Evo Morales
Luis Arce, issu des classes moyennes urbaines et ancien haut fonctionnaire, présente un profil plus technocratique et modéré que l'ancien président Evo Morales, d'origine paysanne et ancien militant provenant de mouvements sociaux. Ainsi, lors de son passage au ministère de l’Économie, il avait veillé à contenir les conflits avec les marchés financiers et les investisseurs internationaux, et fait de la maîtrise de l'inflation et des dépenses publiques l'une de ses priorités. Devenu président, il prend certaines distances avec les mouvements sociaux, sur lesquels s'appuyait particulièrement Evo Morales, et son style de gouvernance est notamment comparé à celui de l'ancien président équatorien Rafael Correa. Qualifié de « technique », la composition de son gouvernement est éloignée de la garde de Morales. Dans l’ensemble, son administration cherche prioritairement à rétablir la stabilité de la Bolivie, fortement éprouvée par la crise politique de 2019 et la crise économique de 2020, et s'éloigne des aspirations transformatrices de la présidence Morales. Néanmoins, les divergences idéologiques entre Luis Arce et son prédécesseur restent faibles, les désaccords portant avant tout sur le mode de gouvernance.
Les tensions entre les partisans de Luis Arce et ceux d'Evo Morales s'accroissent durant l'année 2023, notamment lorsque les députés pro-Morales s'allient avec l’opposition pour censurer le ministre du Gouvernement, Eduardo del Castillo. Lors d'un congrès du MAS organisé en octobre 2023, Luis Arce est exclu du parti, qui désigne Evo Morales pour être son candidat à l'élection présidentielle de 2025. Le président Arce conserve cependant l'appui de beaucoup de militants et d’organisations sociales,. En décembre 2023, le Tribunal constitutionnel revient sur sa jurisprudence de 2017 en interdisant le nombre de mandats présidentiels illimité, ce qui rend Evo Morales inéligible pour un retour au pouvoir.

### Tentative de coup d'État de 2024
Le 26 juin 2024, le général Juan José Zúñiga, commandant de l'armée bolivienne, tente un coup d'État en envoyant des troupes s'emparer de la Plaza Murillo à La Paz, la capitale administrative du pays, et prendre d'assaut la Casa Grande del Pueblo, le palais présidentiel. La veille, le président Luis Arce avait démis Zúñiga de son poste en raison de prétendues menaces proférées contre l'ancien président Evo Morales,.

### Candidature avortée à la présidentielle de 2025
Courant 2025, alors qu'il est confronté à une crise économique et à des sondages défavorables, il est désigné candidat aux élections générales boliviennes de 2025 par le MAS. Le 14 mai 2025, il annonce renoncer à briguer un deuxième mandat.
Arce est désigné tête de liste au Sénat, tandis qu'Eduardo del Castillo est désigné candidat à la présidence.